# Nickelodeon (Asia)
Nickelodeon es un canal de televisión por suscripción panasiático operado por Paramount Networks EMEAA, filial de Paramount Skydance Corporation, que transmite desde Singapur al público del resto de Asia. Lanzado el 16 de julio de 1996, el canal emite las series originales de Nickelodeon, siendo una versión del canal de televisión homónimo en los Estados Unidos, pero también transmite los programas de empresas de terceros. Los programas están en inglés en su mayoría, con la disponibilidad de cambiar entre los diferentes idiomas disponibles dependiendo del feed y de la programación.

## Historia
El canal se lanzó en el Oriente Medio el 16 de julio de 1996 como un canal de televisión en inglés las 24 horas. Luego, la red se expandió al resto de Asia través de la transmisión panregional desde Singapur desde el 5 de noviembre de 1998. En octubre de 1998, Nickelodeon decidió llegar al popular canal a Filipinas, Japón y Rusia como un intento de llevar el popular canal a Asia. Uno de sus cortos era Right Here, Right Now (basado en los cortos de 1993 de Nick USA) y sus identificaciones estaban en hechas por FRONT. En 2003, pasó a formar parte de Nicksplat (la sede de Nickelodeon en Asia).
Nickelodeon se lanzó en Singapur y expandió sus servicios en el sudeste asiático y polinesias. Nickelodeon Filipinas, Nickelodeon Pakistán, y Nickelodeon India comenzaron a trabajar de forma independiente, agregando más países a sus señales con el paso de los años, y la señal para Medio Oriente fue descontinuada en 2010, en favor de Nickelodeon Arabia, aunque esta última cerraría en 2011. 
En 2003 iniciaron con su sitio web nick-asia.com mismo que estuvo disponible hasta que fue unificado con el sitio web de Nickelodeon Australia, nick.com.au, entre 2016 y 2019.

### Paquete gráfico
El 15 de marzo de 2010, Nickelodeon Asia recibió el nuevo logotipo y paquete gráfico de Nickelodeon, el cual fue utilizado en Estados Unidos desde el 28 de septiembre de 2009. Además comenzó la emisión de nuevos programas de Estados Unidos que no eran emitidos aún en los feed asiáticos. En 2012, Nickelodeon comenzó a utilizar el nuevo paquete gráfico, mismo que ya era utilizado en los Estados Unidos, Latinoamérica y el Reino Unido. Dicho paquete gráfico fue aplicado únicamene a las promociones e identificaciones de programas selectos, mientras que en el resto de producciones siguió utilizando el antiguo paquete gráfico de Nickelodeon Asia el cual fue lanzado en 2010. El 17 de julio de 2017, el canal relanzó su paquete gráfico, comenzando a utilizar el paquete gráfico utilizado en los Estados Unidos, dicho paquete gráfico es utilizado hasta la actualidad en la totalidad sus feeds.
El 1 de agosto de 2023 recibió el paquete gráfico utilizado en los Estados Unidos desde marzo de 2023, en el cual se tiene de vuelta al splat utilizado hasta 2009 por el canal.

### Feeds
El canal principal se lanzó el 16 de julio de 1996, transmitiendo desde el Medio Oriente con un único feed para todos los países del continente asiático (a excepción de la India y Japón). El 15 de septiembre de 1998 se lanzó un feed exclusivo para Japón y el 16 de octubre de 1999 se lanzó el feed exclusivo para la India. La señal japonesa terminó emisiones el 30 de septiembre de 2009.
El 1 de agosto de 2005, Corea del Sur dejó de transmitir la señal panregional de Nickelodeon Asia para comenzar a emitir su señal exclusiva para el país, misma que estuvo disponible hasta el 30 de junio de 2022.
El 11 de octubre de 2006 la subsidiaria de Viacom, MTV Networks Asia Pacific, estableció una nueva unidad para administrar Nickelodeon Asia TV con sede en Singapur, creando un nuevo feed el cual está disponible únicamente en Singapur y Tailandia. Además, el 23 de noviembre del mismo año comenzó emisiones el feed Pakistán, señal exclusiva para dicho país.
El 18 de agosto de 2014, se lanzó un nuevo feed con una nueva programación para reemplazar la señal en Hong Kong, Taiwán y el resto de Asia (excepto Indonesia, Malasia y Filipinas). Continuando con la emisión del feed anterior principalmente en Indonesia, Filipinas y Malasia. Años después, Hong Kong, Taiwán  y resto de los países cambiaron su programación, algunos países comenzaron a emitir la señal del feed India, y otros volvieron a emitir el feed que se emitía en Indonesia, Filipinas y Malasia, dejando la señal exclusivamente para Singapur y Tailandia (posteriormente pasaría a llamarse feed Singapur). La señal de Indonesia, Filipinas y Malasia pasaría a llamarse feed Panregional posteriormente.
El 5 de enero de 2015 inició transmisiones el feed Arabia, el cual tiene un área de transmisiones definida en el Medio Oriente y Norte de África, después de estar sin emisiones por más de tres años (desde el 8 de septiembre de 2011).

## Disponibilidad

### Señales actuales

#### Feed Panregional
Señal disponible en Indonesia, Malasia, Filipinas, Hong Kong y Taiwán. Nickelodeon Asia transmite simultáneamente en inglés, indonesio, malayo, filipino y mandarín. Fue lanzado en el año 2000 y hasta el 17 de agosto de 2014 era la señal que predominaba en Asia.
En junio de 2018 la señal comenzó transmisiones en las Maldivas así como en Sri Lanka, donde comenzó a emitirse poco a poco. En agosto de 2018, Sri Lanka finalizó las emisiones del feed India y comenzó a emitir el feed de Indonesia, Malasia y Filipinas, el cual pasó a ser el feed Panregional y el más predominante en Asia.
El 26 de agosto de 2019 se lanzó la señal en HD del canal, misma que ocasionó el cierre la señal en SD, dicho cierre se dio el 12 de abril de 2021.

#### Feed Singapur
Señal disponible en Singapur y Tailandia, Nickelodeon Asia está disponible en TrueVisions y se transmite en tailandés e inglés. Fue lanzado en septiembre de 2001.

### Bloques de programación en canales externos

#### Nick & You Vietnam
En Vietnam, Nickelodeon es un bloque de programación en YouTV con la marca Nick & You. Es emitido en vietnamita y fue lanzado el 15 de septiembre de 2016.

### Señales desaparecidas / separadas
Algunas de las señales de Nickelodeon Asia desaparecieron porque fueron cerradas, o porque fueron reemplazadas por versiones locales independientes.

#### Feed Arabia
Señal disponible para los países árabes de Asia, en específico de la zona de Medio Oriente (sin incluir al norte de África), que se emitía únicamente en inglés. Estuvo disponible hasta 2010, junto con la señal árabe, que fue cerrada en 2011.

#### Bloque HAHA Nick (China)
En China, Nickelodeon Asia se puso a disposición de los televidentes chinos en el país a través del canal Oriental de Shanghái Media Group como un bloque de programación con la marca HAHA Nick con sede en Shanghái que existió entre el 1 de mayo de 2005 y octubre de 2007, transmitiendo únicamente en chino mandarín. El bloque se emitió en China, Mongolia, Hong Kong y Macao, en dicho bloque se emitían por 6 horas al día episodios de las producciones originales de Nick Jr.
Nickelodeon está actualmente desaparecido en China con programas que pasan por los canales como CNTV.

#### Feed Corea del Sur
Señal lanzada el 1 de agosto de 2005 exclusivamente para Corea del Sur. Su emisión fue completamente en idioma coreano y finalizó sus emisiones el 30 de junio de 2022, aunque aclarando que Nickelodeon Corea del Sur llegó a dicho país en 2003 como parte de Nickelodeon Asia y luego separarse del Feed asiático en la fecha ya mencionada.

#### Feed Filipinas
En octubre de 1998, Nickelodeon decidió llevar al canal a Filipinas, Japón y Rusia como un intento de llevar el canal a Asia. El 1 de abril de 2011, el feed de Nickelodeon Asia fue reemplazado por una versión filipina propia de Nickelodeon. El lanzamiento del nuevo canal se celebró el 9 de abril de 2011, con el evento titulado "Nick World", celebrado en Manila.

#### Feed India
Está disponible en India, Bangladés y Nepal. Inició transmisiones el 16 de octubre de 1999 transmitiendo únicamente en inglés. 
Con el paso del tiempo se fueron agregando más idiomas locales. En 2004 se agregó la transmisión en Hindi, así como la transmisión en simultáneo en Tamil y Telugu. A partir de 2007, se separa de la señal asiática, y pasa a ser administrado por Viacom 18, un joint venture entre Viacom y la empresa india TV18, empresa de la cual la compañía sucesora de Viacom, la actual Paramount Global no forma parte, aunque sigue otorgando licencias para la distribución del canal en el país.

#### Feed Israel
Señal exclusiva para Israel. Comenzó sus emisiones el 1 de julio de 2003 con transmisiones en idioma hebreo, a excepción de las producciones de Nickelodeon Latinoamérica, las cuales se emiten en español con subtítulos al hebreo. Primero, el canal llegó a dicho país el 15 de marzo de 1996 como bloque de programación del canal de Israel llamado Arutz HaYeladim hasta convertirse en un canal propio en la fecha ya mencionada. Actualmente, la señal israelí es independiente de la asiática.

#### Feed Japón
Señal lanzada exclusivamente para Japón. Su emisión fue completamente en idioma japonés y tuvo tres etapas de emisión. 
- Primera etapa: Fue lanzado como canal independiente, sus emisiones fueron entre el 15 de septiembre de 1998 y el 30 de septiembre de 2009.
- Segunda etapa: Fue lanzado como un bloque llamado NickTime en el canal Animax, esto entre el 1 de septiembre de 2010 y el 2017.
- Tercera etapa: Fue relanzado como canal independiente, iniciando sus emisiones el 30 de enero de 2018 (con el paquete gráfico que utilizó Estados Unidos desde 2017). Cerró sus emisiones el 31 de enero de 2022. Todas las series emitidas pasaron a estar en Amazon Prime Video y algunas series son emitidas por diversos canales de televisión japoneses.

#### Feed Pakistán
Señal exclusiva para Pakistán. Comenzó sus emisiones el 23 de noviembre de 2006 con transmisiones en sus totalidad en idioma inglés, a excepción de las producciones de Nickelodeon India, las cuales se emiten en Hindi. 
En 2005, PEMRA decretó una advertencia de prohibición de emisiones de varios canales de televisión privados, debido a que los doblajes en urdu con el que se transmitían los programas, a menudo usaban términos hindúes y referencias mezcladas de India y Pakistán, además de que también solían emitirse programas con doblaje al hindi producido en India. Uno de los afectados al principio fue el competidor comercial de Nick, Cartoon Network Pakistán, el que se vio obligado a solo transmitir su programación en inglés por un tiempo. No obstante, los doblajes urdu e hindi se volverían a emitir mezclados meses después que pasara la controversia.
El 18 de septiembre de 2016, la localidad de Uri, en el estado de Jammu y Cachemira, sufrió un ataque terrorista por el grupo terrorista Jaish-e-Mohammed, en una base militar india. Uri se ubica en la disputada zona de Cachemira, históricamente disputada por India y Pakistán desde su independencia, lo cual explica la motivación del ataque, el cual dejó un saldo de 23 muertos, y más de 19 heridos.
Mientras esto ocurría, el gobierno volvió a advertir al canal Nickelodeon, ya que PEMRA alertó que tanto la empresa pakistaní ARY Group, la que opera la señal local de Nickelodeon, como la misma Viacom, estaban retransmitiendo en la señal pakistaní programas que ya se habían exhibido en la señal hermana india, por razones de presupuesto, lo cual nuevamente es una violación a la normativa de prohibición de transmisión de contenido proveniente de India; esto sumado a que Nickelodeon estaba nuevamente emitiendo doblajes al hindi mezclados con doblajes al urdu. Dado lo caldeado del ambiente en aquellos días, el gobierno tomó acciones, prohibiendo el 19 de octubre la trasmisión de contenido en idioma hindi, o proveniente de India, orden que según PEMRA, no fue obedecida por ARY Group, que siguió de todas formas transmitiendo contenido importado de India.

## Kids Choice Awards

### Filipinas
Los Kids Choice Awards Filipinas fueron los primeros Kids Choice Awards en Asia. El espectáculo se llevó a cabo por primera vez desde 2004, teniendo un total de cuatro premiaciones finalizando en 2008. Las premiación del 2008 fue conducida por Michael V. y se tuvieron 7 categorías, entre ellas: actriz favorita, actor favorito, programación de televisión favorito, entre otras. Cada categoría contaba con 5 nominados.
Sedes:
- 2004: Centro comercial Glorietta (Macati)
- 2005: Sin premiación
- 2006-2008: Aliw Theater (Pásay)

### Indonesia
Los Kids Choice Awards Indonesia fueron los segundos premios Kids Choice Awards establecidos en Asia, después de Filipinas. El primer espectáculo se llevó a cabo el 29 de noviembre de 2008 en Yakarta y fue presentado por primera vez por Tora Sudiro, Tasya Kamila y Ringgo Agus Rahman y varios artistas indonesios a lo largo de los años. El logotipo del programa es exactamente el mismo que el de la versión estadounidense, sin embargo, está diseñado para la versión indonesia del programa. 
Se realizaron 10 ediciones de la premiación entre 2008 y 2017, sus fechas y sedes fueron:
- 2008: Llevados a cabo el 29 de noviembre de 2008 en el Balai Sarbini (Yakarta Meridional)
- 2009: Llevados a cabo el 23 de julio de 2009 en el Tennis Indoor Senayan (Yakarta Central)
- 2010: Llevados a cabo el 9 de mayo de 2010 en el Tennis Indoor Senayan (Yakarta Central)
- 2011: Llevados a cabo el 23 de julio de 2011 en el Balai Sarbini (Yakarta Meridional)
- 2012: Llevados a cabo el 14 de julio de 2012 en el Mahaka Kelapa Gading Square (Yakarta Septentrional)
- 2013: Llevados a cabo el 14 de junio de 2013 en el Studio 8 Kebon Jeruk (Yakarta Occidental)
- 2014: Llevados a cabo el 13 de junio de 2014 en el Mahaka Kelapa Gading Square (Yakarta Septentrional)
- 2015: Llevados a cabo el 10 de junio de 2015 en el Studio 4 MNCTV Taman Mini Indonesia Indah (Yakarta Oriental)
- 2016: Llevados a cabo el 1 de junio de 2016 en el Studio 3 MNCTV Taman Mini Indonesia Indah (Yakarta Oriental)
- 2017: Llevados a cabo el 17 de mayo de 2017 en el Studio 3 MNCTV Taman Mini Indonesia Indah (Yakarta Oriental)

## Canales hermanos

### Nick Jr.
Nick Jr. es un canal enfocado en programación para preescolares.
NickJr. está disponible en diferentes feeds a lo largo de Asia:
- Panregional: Señal lanzada el 18 de mayo de 2011, tiene emisiones en Singapur, Malasia, Hong Kong, Macao, Filipinas, Polinesias, Myanmar, Indonesia, Taiwán, Tailandia y Sri Lanka. Esta señal es emitida en idioma inglés.
- Israel: Señal lanzada el 7 de febrero de 2012 exclusivamente para Israel. Se emite en inglés y hebreo.
- India: Señal lanzada el 21 de noviembre de 2012, tiene emisiones en India, Bangladés, Bután y Nepal. Sus transmisiones son en idioma inglés e Hindi.
- Arabia: Señal lanzada el 5 de enero de 2015 para emisiones en Medio Oriente y el Norte de África. Sus transmisiones son en idioma inglés y árabe.
- Vietnam: Señal lanzada el 1 de junio de 2022 como un feed exclusivo para Vietnam. Se emite únicamente en vietnamita.

### TeenNick
TeenNick está dirigido principalmente a televidentes entre 13 y 19 años y combina una mezcla de programación original, repeticiones de programas exitosos y programación producida por Nickelodeon.
TeenNick está disponible únicamente en algunas regiones de Asia:
- Israel: Señal lanzada el 20 de marzo de 2017 exclusivamente para Israel. Se emite en inglés y hebreo.
- Arabia: Señal lanzada el 15 de abril de 2017 para emisiones en el Medio Oriente y el Norte de África. Sus transmisiones son en idioma inglés con subtítulos en árabe.
- Vietnam: Lanzando como un bloque en HTV3 el 28 de septiembre de 2018. Se emite únicamente en vietnamita.

Señales desaparecidas.
- India: Se lanzó como un bloque de NickJr. en India, Bangladés, Bután y Nepal. Sus transmisiones estuvieron disponibles entre el 21 de noviembre de 2012 y 1 de febrero de 2017, estas fueron en idioma inglés e Hindi.

### NickToons
NickToons se enfoca en emitir programas de tipo dibujos animados o caricaturas. NickToons está disponible solamente en una región:
- Arabia: Señal con sede con transmisiones a los países del Medio Oriente y el Norte de África, tiene su sede en Dubái. Inició sus transmisiones en inglés y árabe el 15 de febrero de 2017. Actualmente transmite únicamente en árabe.

### Otras señales
- Nickelodeon Sonic: Señal exclusiva para India, Nepal y Bangladés, emite producciones originales de India. Comenzó emisiones el 20 de diciembre de 2011 y transmite simultáneamente en Hindi, Tamil, Telugu, Kannada, Malayalam, Bengali y Marathi.
- Nickelodeon HD+: Señal exclusiva para India. Comenzó emisiones el 5 de diciembre de 2015 y transmite simultáneamente en Hindi e inglés. Es una versión en HD del canal, con programación y horarios propios. Estuvo disponible en Bangladés hasta el 2 de octubre de 2021.